# Стипулкі-Шимани
Стипулкі-Шимани (пол. Stypułki-Szymany) — село в Польщі, у гміні Кобилін-Божими Високомазовецького повіту Підляського воєводства.
Населення — 95 осіб (2011).
У 1975-1998 роках село належало до Ломжинського воєводства.

## Демографія
Демографічна структура станом на 31 березня 2011 року:
|          | Загалом | Допрацездатний вік | Працездатний вік | Постпрацездатний вік |
| -------- | ------- | ------------------ | ---------------- | -------------------- |
| Чоловіки | 48      | 12                 | 29               | 7                    |
| Жінки    | 47      | 13                 | 19               | 15                   |
| Разом    | 95      | 25                 | 48               | 22                   |